# Солдатенков, Александр Михайлович (Герой Социалистического Труда)
Алекса́ндр Миха́йлович Солдате́нков (1927—2013) — советский конструктор в области ракетно-космической техники, Герой Социалистического Труда (1987), лауреат Ленинской и Государственной премий СССР.

## Биография
Родился 14 января 1927 года в селе Грачёвка Оренбургского уезда Оренбургской губернии (ныне Красногвардейского района Оренбургской области). Мать Александра умерла, когда ему было три года. Отец прошел всю Великую Отечественную, был дважды ранен. 
Окончив среднюю школу в 1945 году, Александр должен был быть призван в армию. Но согласно только что вышедшего указа Сталина, рожденные в 1927 году после выпускного освобождались от призыва и получали возможность поступить в вузы. Солдатенков поступил в Куйбышевский авиационный институт на факультет самолётостроения. В 1951 году, получив диплом инженера, начал трудиться на авиационном заводе № 1 в Куйбышеве.
В конце 1950-х годов был назначен заместителем начальника цеха окончательной сборки изделий (ракет-носителей). В 1959 году, как одного из лучших специалистов, его перевели ведущим конструктором в Куйбышевский филиал № 3 ОКБ-1 (в дальнейшем — ЦСКБ).
Под его руководством на космодроме Байконур 17 февраля 1959 года прошли испытания баллистической ракеты Р-7. Изделие пролетело 5600 км, попав в точно заданный район на полигоне Кура на Камчатке. И в дальнейшем он являлся техническим руководителем многих космических стартов, в первую очередь, пилотируемых.
В 1961 году назначен первым заместителем главного конструктора, а в 1964-м — техническим руководителем по лётно-космическим испытаниям ракет-носителей, членом Государственной комиссии по пилотируемым программам.
В 1979 году занял должность заместителя Генерального конструктора, главного конструктора ракет-носителей.
Параллельно с основной работой занимался преподавательской деятельностью. В 1970 году в родном институте его утвердили в звании доцента по кафедре «Конструкция и проектирование летательных аппаратов», а в 1972 году он защитил кандидатскую диссертацию. Являлся автором более 50 научных работ и изобретений, в том числе «Организация серийного изготовления боевых ракет-носителей и модернизация РН типа Р-7А» (1998).
В 1974 году Куйбышевский филиал № 3 был преобразован в самостоятельное предприятие — Центральное специализированное конструкторское бюро (ЦСКБ), в котором он продолжал работать.
26 сентября 1983 года за 48 секунд до старта корабля «Союз Т-10-1» произошло загорание ракеты-носителя. А. А. Шумилин и А. М. Солдатенков, которые руководили стартовой командой, мгновенно оценили ситуацию и за две секунды до взрыва при помощи системы аварийного спасения «отстрелили» корабль, благодаря чему спускаемый аппарат с экипажем (Владимир Титов и Геннадий Стрекалов) благополучно приземлился на парашюте в 4 км от стартового комплекса (пл.1 космодрома Байконур) .
В 1985 году назначен начальником отделения и заместителем начальника ЦСКБ.
Указом Президиума Верховного Совета СССР в 1987 году Александру Михайловичу Солдатенкову было присвоено звание Героя Социалистического Труда с вручением ордена Ленина и медали «Серп и Молот».
С 1996 по 2006 год занимал должности заместителя генерального конструктора Государственного научно-производственного ракетно-космического центра «ЦСКБ-Прогресс», заместителя начальника ЦСКБ — главного конструктора ракет-носителей типа Р-7А и «Союз-2». Обеспечивал руководство и реализацию проектов по международной космической программе: «Мир», «Союз-Икар», «Союз-Кластер», «Союз-Марс-Экспресс».
Пользовался большим и заслуженным авторитетом не только в коллективе своего предприятия, но и среди многочисленных смежников. Благодаря самоотверженной работе в эксплуатирующих организациях он был хорошо известен во всей космической отрасли. Все, кто сталкивался с ним в работе, отмечали его постоянную готовность решать любой, даже самый трудный вопрос, его уверенность и решительность в сложных ситуациях, способность взять на себя всю ответственность в критический момент.
В июле 2006 года, 79-летним, вышел на заслуженный отдых. Проживал в Самаре, где и умер 11 августа 2013 года на 87-м году жизни. Похоронен на Рубёжном кладбище.

## Награды
- медаль «Серп и Молот» (04.12.1987)
- орден «За заслуги перед Отечеством» IV степени (07.09.1995)
- орден Ленина (04.12.1987)
- орден Трудового Красного Знамени (26.04.1971)
- орден Трудового Красного Знамени (06.10.1983)
- орден «Знак Почёта» (29.07.1960)
- медаль «За трудовое отличие» (12.07.1957)
- Медаль «Ветеран труда» (1984) и другие медали
- В 1966 году награждён Ленинской премией, а в 1976 году, за обеспечение выполнения международной программы «Союз — Аполлон», Государственной премией СССР
- ведомственные знаки Росавиакосмоса — Роскосмоса: «Звезда Циолковского», «Знак Королёва», «За обеспечение космических полётов»[7]
- почётный гражданин городов Байконур (2009) и Самара (2011).
- почётный работник ФГУП «ГНПРКЦ „ЦСКБ-Прогресс“»[8]
- почётное звание «Ветеран космонавтики России»[1]